# Julia Jaschke
Julia Jaschke (* 9. Juni 1970 in Überlingen, Baden-Württemberg) ist eine deutsche Schauspielerin.
Jaschke wuchs in München, Paris und Bremen auf. Sie absolvierte ihre Schauspielausbildung an der Neuen Münchner Schauspielschule. Es folgten Engagements in Hannover, Köln, Krefeld, Mannheim und München (hier im Chor der Inszenierung Andreas Kriegenburgs von Aischylos’ Orestie und als Phoebe Craddock neben Sigmar Solbach in Pia Hänggis Inszenierung von Bernard Slades Stück Romantische Komödie). Julia Jaschke unterrichtet an der Kinderschauspielschule München.

## Filmografie
- 1999: Schwestern
- 2005: Der Mann von nebenan lebt!
- 2012: Die Wahrheit der Lüge (Regie: Roland Reber)